# Saurorhynchus
Saurorhynchus es un género extinto de peces actinopterigios prehistóricos. Fue descrito por Reis en 1892.
Vivió en Canadá (Alberta), Francia, Alemania y Reino Unido.